# Krzysztof Wierzbowski
Krzysztof Wierzbowski (ur. 18 lipca 1988 w Warszawie) – polski siatkarz, grający na pozycji przyjmującego.

## Kariera

### Kariera klubowa
Jest wychowankiem klubu Metro Warszawa. W sezonie 2005/2006 i 2006/2007 występował równocześnie w II lidze w drużynie SKF Legia Warszawa. W sezonach od 2010/2011 do 2012/2013 występował w klubie AZS Politechnika Warszawska. W sezonie PlusLigi 2012/2013 był kapitanem tej drużyny. Od sezonu 2013/2014 grał w zespole LOTOS Trefl Gdańsk. W pierwszej połowie sezonu 2015/2016 był zawodnikiem Effectora Kielce. Rozwiązał kontrakt z powodów rodzinnych. Następnie powrócił do klubu Onico AZS Politechnika Warszawska.

## Życie prywatne
Ma syna Nikodema i Leona.

## Sukcesy klubowe

### młodzieżowe
Mistrzostwa Polski młodzików:
- 2002

Mistrzostwa Polski kadetów:
- 2005
- 2004

Mistrzostwa Polski juniorów:
- 2006

### seniorskie
Puchar Polski:
- 2008, 2015

PlusLiga:
- 2008, 2015

Puchar Challenge:
- 2012

## Sukcesy reprezentacyjne
Letnia Uniwersjada:
- 2013